# Okres Galanta
Okres Galanta je jeden z okresů Slovenska. Leží v centrální části Trnavského kraje. Na severu hraničí s okresem Trnava a Hlohovec, na jihu s okresem Dunajská Streda. Hraničí na západě také i s okresem Senec a na východě s okresy okresem Šaľa a okresem Nitra.